# Zanobi Strozzi
Zanobi Strozzi (Firenze, 17 novembre 1412 – 6 dicembre 1468) è stato un pittore e miniatore italiano.

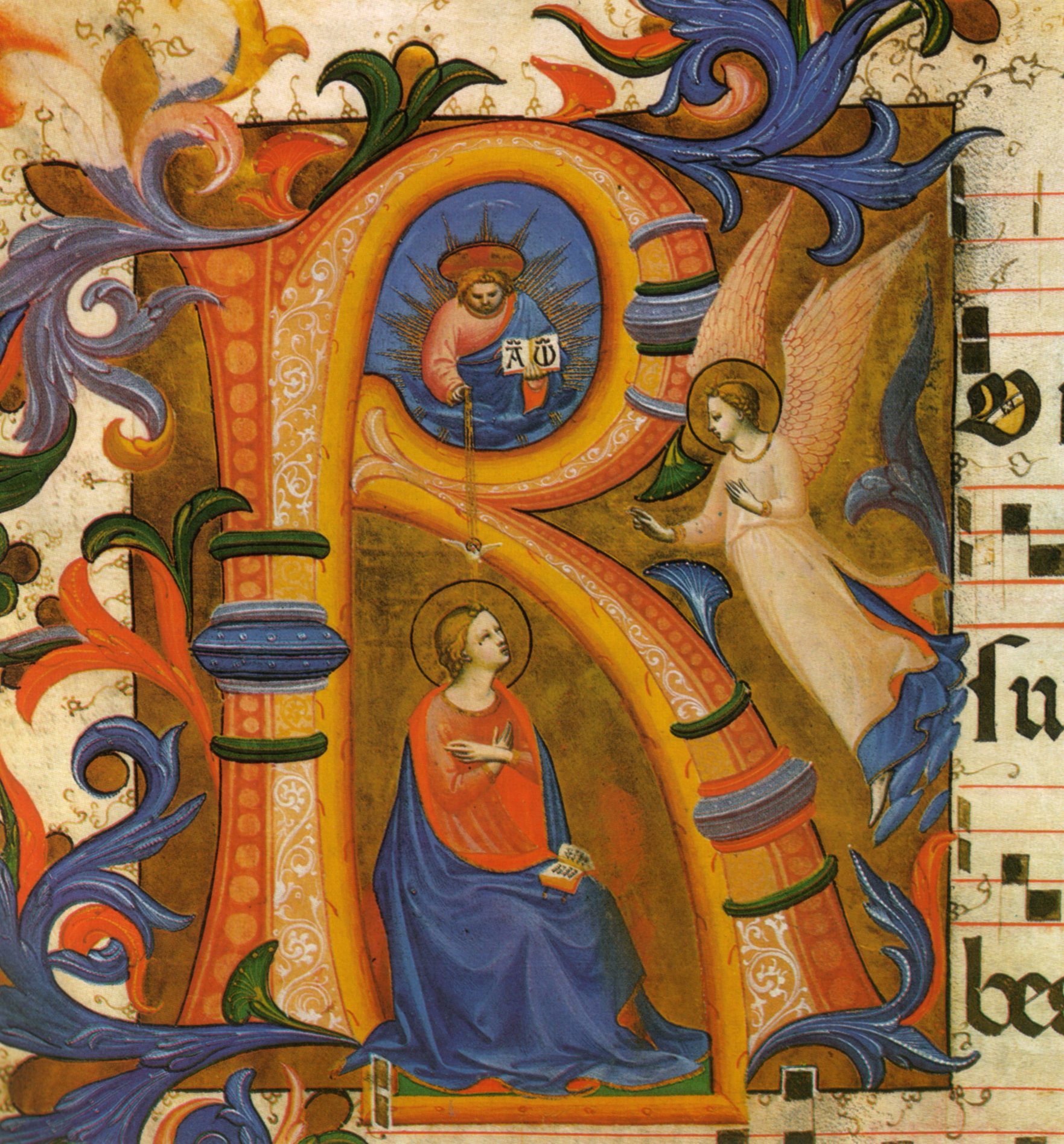
Iniziale del messale 558, istoiriato con Beato Angelico, Museo di San Marco

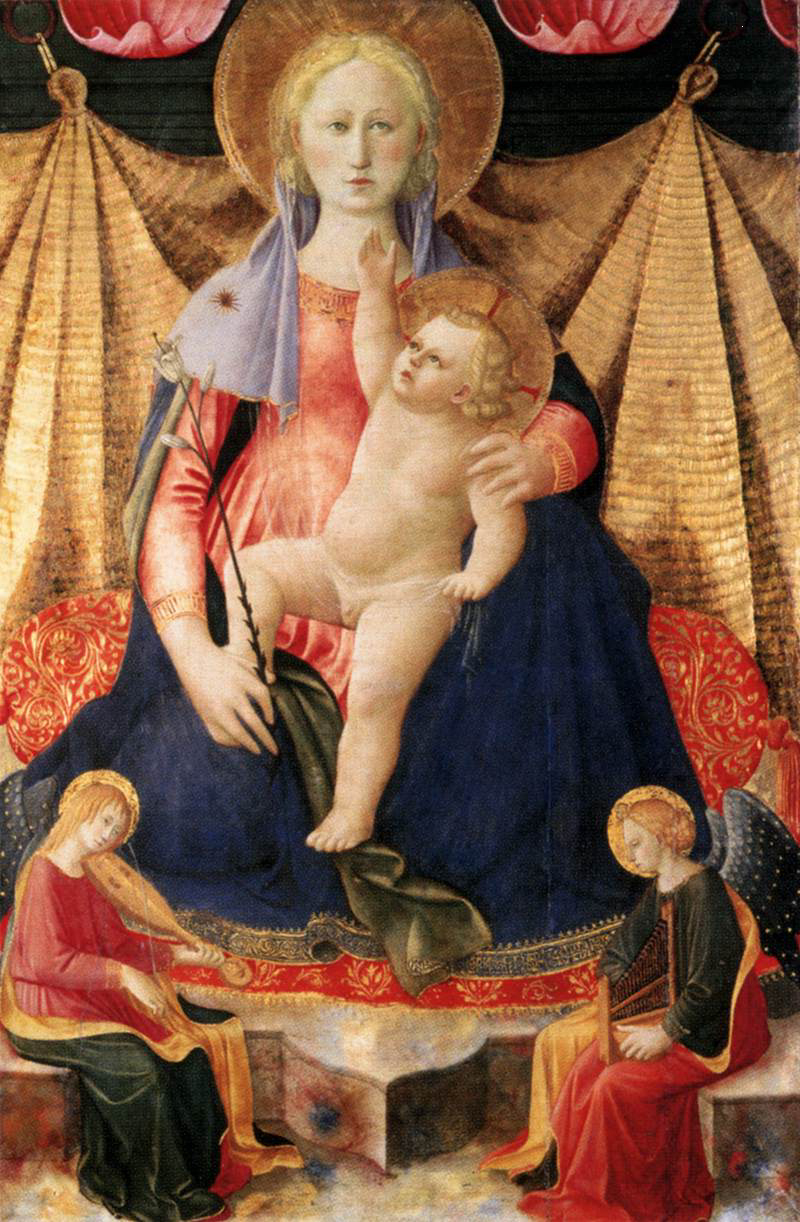
Madonna dell'Umiltà, Museo Poldi Pezzoli

Fu uno dei principali aiutanti del Beato Angelico.

## Biografia
Appartenente a un ramo secondario dell'importante famiglia fiorentina degli Strozzi, fece parte del patriziato cittadino e probabilmente per questo non si iscrisse mai all'Arte dei Medici e Speziali che associava anche tutti quelli che facevano il mestiere di pittore in Firenze. Nel catasto del 1427 è ricordato come abitante nella parrocchia di San Martino a Brozzi e nel 1430 presso San Domenico di Fiesole, assieme al miniatore Battista di Biagio Sanguigni. Nuovamente è documentato ivi nel 1434 e 1435. Dal 1434 al 1439 dipinse una tavola per il tramezzo della chiesa di Sant'Egidio, probabilmente la Madonna col Bambino e quattro angeli' oggi al Museo di San Marco a Firenze. 
Nel 1438 si sposò con Nanna di Francesco Strozzi e si trasferì in una nuova casa sempre a Fiesole. Verso il 1440 completò il suo unico dipinto firmato, un'Annunciazione già nella chiesa di San Salvatore al Monte, oggi alla National Gallery di Londra. Solo nel 1446 è ricordato come residente in Firenze, nella parrocchia di San Paolino. Vasari, nella Vita dell'Angelico, lo nominò tra i più fedeli seguaci del frate domenicano, che aveva probabilmente incontrato negli anni trenta proprio a San Domenico. Il suo stile elegante e ornato fu uno dei punti di riferimento tra gli altri collaboratori dell'Angelico, tra cui il giovane Benozzo Gozzoli. 
Collaborò anche con Pesellino e Domenico di Michelino, il quale ad esempio dipinse la predella della sua pala dell'Assunta già nel Duomo di Prato: la pala è oggi alla National Gallery of Ireland, mentre la predella è rimasta nel locale Museo civico. 
Come miniatore fu artefice di alcuni corali per la Basilica di San Marco, eseguiti tra il 1446 e il 1454 assieme a Filippo di Matteo Torelli. Per gli stessi frati dipinse anche due lunette con la Scuola del beato Alberto Magno e la Scuola di san Tommaso d'Aquino, oggi pure nel Museo di San Marco, esposte nella biblioteca di Michelozzo. Una tavola con Giudizio Universale, dipinta con Domenico di Michelino per la chiesa di San Benedetto a Firenze venne distrutta a Berlino nel 1945. 
Verso il 1460 i Medici gli commissionarono una pala per la chiesa di San Girolamo a Fiesole, da essi patrocinata per la vicinanza con una loro villa. L'opera si trova oggi nel Musée du Petit Palais ad Avignone. 
Nel 1463 venne incaricato di miniare i corali del Duomo di Firenze, oggi nel fondo Edili della Biblioteca Medicea Laurenziana (nn. 149, 150, 151), in collaborazione con Francesco di Antonio del Chierico e di Filippo di Matteo Torelli.